# Ivan Albright
Ivan Le Lorraine Albright (* 20. Februar 1897 in North Harvey bei Chicago, Illinois; † 18. November 1983 in Woodstock, Vermont, USA) war ein US-amerikanischer Maler des magischen Realismus.

## Leben
Ivan Le Lorraine Albright war der Sohn des erfolgreichen Chicagoer Landschafts- und Porträtmalers Adam Emory Albright (1862–1958) und von Clara Wilson Albright (1862–1939). Er sowie sein Zwillingsbruder Malvin Marr Albright (1897–) und deren älterer Bruder Lisle Murillo Albright (1892–1958) erhielten als zweiten Vornamen die Namen berühmter Maler. Gemeinsam mit seinem Zwillingsbruder Malvin begann Ivan Albright sein Kunststudium an der Schule des  Art Institute of Chicago. Das Studium an der Northwestern University brach er ab und begann ein Studium der Architektur an der University of Illinois.
Im Ersten Weltkrieg arbeitete Ivan Albright in einem Krankenhaus bei Nantes und dokumentierte die Anfälligkeit des Körpers für Alter, Krankheit, Verletzungen und Tod in Zeichnungen, was als Grundlage seines späteren Stils angesehen wird. Auf Grund seiner langsamen Arbeitsweise und seiner dem Markt konträren Sujets war er lange von seinem Vater finanziell abhängig. 1946 heiratete er die aus wohlhabendem Hause stammende Josephine Medill Patterson (1913–1996). 
Mit einem seiner bekanntesten Werke, dem Bild Die Versuchung des Heiligen Antonius (1944/45), belegte er den 2. Platz beim Bel-Ami-Wettbewerb.
1950 wurde Albright zum Vollmitglied (NA) der National Academy of Design gewählt, 1957 in die American Academy of Arts and Letters und 1979 in die American Academy of Arts and Sciences.
Sein persönlicher und künstlerischer Nachlass befindet sich heute in den Ryerson & Burnham Libraries des Art Institute of Chicago.

## Werk
„It matters little whether I paint a squash, a striped herring, or a man (Es ist fast egal, ob ich eine Kürbispflanze, einen gestreiften Hering oder einen Menschen male).“

Albright war zeitlebens kompromisslos dem Gegenstand verpflichtet und entwickelte als „Meister des Makabren“ mit seinen detailreichen Gemälden gruseliger Sujets von Verfall und Verwesung einen ganz eigenen Stil. Auf Grund der ausgeklügelten Komposition seiner von einem Horror vacui geprägten Bilder und auf Grund seiner lasierenden Malerweise in zahlreichen Schichten benötigte Albright oft Jahre für die Vollendung seiner Gemälde.
- The Picture of Dorian Gray, 1943/44, Öl auf Leinwand, 216 × 106,7 cm
Das Bild ist eine Auftragsarbeit für die gleichnamige Verfilmung von Albert Lewin 1945
- The Temptation of Saint Anthony, 1944/45, Öl auf Leinwand, 127 × 152,4 cm